# Anton Brender
Anton Brender, est un économiste français né en 1946. Il est professeur associé à l'université Paris-Dauphine.

## Biographie
Il obtient un doctorat d'économie de l'Université Panthéon-Sorbonne.
Il a été directeur du CEPII (Centre d’Études Prospectives et d’Informations Internationales) à partir de 1988, ainsi que chef chef économiste du Groupe CPR.
Il est membre du Cercle des économistes.
Il est chef économiste de Candriam Investors Group. Il est parallèlement professeur associé à l'université Paris-Dauphine et directeur des Études économiques de Candriam Investors Group.

## Publications
- Les Taux d'intérêt : approche empirique, avec F. Pisani, Economica, 1997
- Le Nouvel âge de l'économie américaine, avec F. Pisani, Economica, 1999
- Les Marchés et la croissance, avec F. Pisani, Economica, 2001
- Face aux marchés, la politique, La Découverte, 2002 | 2e édition, La France face aux marchés financiers, La Découverte, 2004
- La Nouvelle économie américaine, avec F. Pisani, Economica, 2004
- La France face à la mondialisation, La Découverte, 2004
- Les Déséquilibres financiers internationaux, avec F. Pisani, 2007
- La Crise de la finance globalisée, avec F. Pisani, 2009
- La Crise des dettes souveraines, avec F. Pisani et E. Gagna, 2012
- Capitalisme et progrès social. Paris, La Découverte, 2020, 128 p. (Repères)
- Les Démocraties face au capitalisme : le prix de la vie des hommes, ( Odile Jacob), 2024, 176 p.